# Graciela Irene Quesada
Graciela Irene Quesada, conocida también con los apodos de la Peti o Marina (San Rafael, 25 de septiembre de 1952 - detenida desaparecida el 17 de marzo de 1977), fue una estudiante de antropología y militante montonera desaparecida; hija de Carlota Ayub una de las fundadoras de Abuelas de Plaza de Mayo y referente de la lucha por la Memoria, la Verdad y la Justicia en Europa.

## Biografía
Graciela era la tercera de los cuatro hijos que tuvieron Carlota Ayub y el diplomático de Salud Pública del Gobierno argentino Enrique de Quesada. Graciela nació en la localidad de San Rafael (provincia de Mendoza) el 25 de septiembre de 1952. Allí hizo los estudios secundarios en la Escuela Mixta, luego también estudió en el Colegio de Jesús de Salta, para finalizaron el secundario en el colegio María Auxiliadora de La Plata, donde obtuvo el grado de Maestra Normal Nacional.
En el año 1970 ingresó a la Facultad de Ciencias Naturales y Museo de la Universidad Nacional de La Plata para estudiar la carrera de antropología. Durante estos años, Graciela comenzó a militar en la Juventud Universitaria Peronista (JUP), para posteriormente ingresar a la agrupación Montoneros. Se casó con Luis Bearzi, también militante, con quien tuvo dos hijos: Mariano y Julia. El fue secuestrado y asesinado el 9 de noviembre de 1976 en su domicilio.
A comienzos del año 1976, ante las persecuciones y hostilidades de la oposición de derecha sufridas por su padre, él y su mama Carlota, deciden exiliarse a Cataluña; instalándose en el 24 de marzo de ese año en el municipio de El Masnou, en el Maresme (Cataluña).
Graciela fue secuestrada en La Plata el 17 de marzo de 1977 por fuerzas del gobierno militar argentino. Ella se encontraba embarazada de siete meses de su pareja Guillermo García Cano. Se presume que su hijo o hija, nació en enero de 1978. Fue vista por sobrevivientes en varios Centros Clandestinos de Detención, Tortura y Exterminio como los llamados Brigada de Investigaciones, Comisaria 5ta y La Cacha.
Por algún motivo, mientras estuvo en cautiverio pudo ver, bajo vigilancia, a sus hijos en alguna oportunidad. Luego de su desaparición, su madre Carlota comenzó a viajar a Argentina para recabar información sobre su hija, así logró reconstruir parte de su  destino en los distintos centros clandestinos de detención. Posteriormente, su madre Carlota fundó en España la Comisión de Solidaridad con Familiares de Desaparecidos en Argentina (COSOFAM), convirtiéndose en una referente de la lucha por la Memoria, la Verdad y la Justicia en Europa.

## Juicio y homenajes
El caso de Graciela Ayub, junto con otros más, formó parte de los juicios denominados “Circuito Camps”, del año 2012 y “La Cacha” dos años más tarde. De esta forma, se pudo condenar a numerosos genocidas.
Su legajo como estudiante de la Facultad de Ciencias Naturales y Museo fue reparado mediante la resolución N° 578/22 en el año 2023, en el marco del Programa de Reparación de legajos en la Universidad Nacional de La Plata.